# Civilization IV
Sid Meier's Civilization IV est un jeu vidéo de la série des Civilization développés par Sid Meier, sorti en automne 2005. Il s'agit d'un jeu 4X au tour par tour. À partir d'un faible nombre de troupes, le joueur doit fonder un empire et le rendre maître du monde, par l'exploitation du terrain et le développement de la science, en compétition avec d'autres civilisations.

## Système de jeu
Une partie classique de Civilization IV commence en Antiquité, en 4000 av. J.-C., et se termine au plus tard en 2050 ap. J.C.. Le joueur débute avec un colon ainsi qu'un guerrier ou un éclaireur selon les technologies de départ de la civilisation choisie.

### Technologie
La savoir scientifique de la civilisation croît tout au long de la partie selon la recherche produite par sa nation et grâce aux personnages illustres qui peuvent naître.

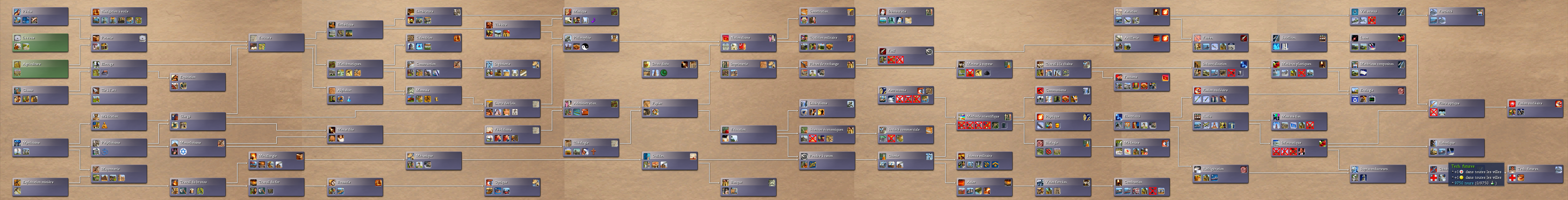
Arbre des technologies de Civilization IV (avec l'extension Beyond the Sword).

### Victoires
Il y a cinq manières de remporter la partie : la victoire militaire, la domination du monde (contrôler deux tiers de la superficie et de la population mondiales), la conquête spatiale (construire un vaisseau à même d'atteindre Alpha Centauri), la domination culturelle (avoir des Points de Culture dominants toutes les autres civilisations) ou la diplomatie (être élu leader du monde par l'Organisation des Nations unies).

## Bande-son
La bande-son de Civilization IV réunit des morceaux de compositeurs des périodes médiévale, renaissance, baroque, classique, romantique, minimaliste et contemporaine, ainsi que des œuvres originales de Jeff Briggs, Michael Curran et . Les musiques de la période médiévale regroupent un corpus d'œuvres pour la plupart d'artistes inconnus, mais aussi le Miserere du compositeur polyphonique Gregorio Allegri, El Grillo de Josquin des Prés, la Lamentation sur la mort de Josquin des Prés de Hieronymus Vinders, des œuvres de Johannes Ockeghem, deux extraits de la Messe du Pape Marcel de Giovanni Pierluigi da Palestrina et deux œuvres de Michael Praetorius. La période Renaissance utilise un grand nombre d'œuvres de Jean-Sébastien Bach, comme les Concertos Brandebourgeois et les suites pour violoncelle, mais aussi des œuvres de Wolgang Amadeus Mozart et de Ludwig Van Beethoven. Pour la période industrielle, on trouve des œuvres de Ludwig Van Beethoven, Johannes Brahms et Antonin Dvorak. La musique utilisée dans la période moderne de Civilization IV est une série de différentes pièces du compositeur américain John Coolidge Adams.
Chaque civilisation a un ou plusieurs leader auquel est assigné un thème musical. Tous les thèmes sont basés ou inspirés par les musiques de la civilisation qu'ils illustrent. Pour la civilisation française, on retrouve la Marseillaise comme thème de Napoléon, et la Sonate pour clavecin K. 380 dite "La Chasse" de Domenico Scarlatti pour Louis XIV. De même, on retrouve des musiques comme le deuxième mouvement de la Symphonie n°3 de Ludwig Van Beethoven ou la Variation Goldberg n°4 de Bach pour l'empire allemand.
Baba Yetu, le thème principal du jeu, est un morceau chanté en swahili composé par Christopher Tin et interprété par la chorale Talisman A Cappella de l'université Stanford. Le morceau a remporté plusieurs récompenses dont un Grammy Award.
| Titre de l’œuvre                                                               | Auteur                           | Année     |
| ------------------------------------------------------------------------------ | -------------------------------- | --------- |
| Baba Yetu                                                                      | Christopher Tin                  | 2005      |
| Al Nadda                                                                       | Les Rahbani brothers             |           |
| Beyond the sword                                                               | Michael Curran                   |           |
| Miserere mei                                                                   | Gregorio Allegri                 | 1638      |
| Ay Santa Maria                                                                 | Artiste inconnu                  |           |
| La Gambe                                                                       | Artiste inconnu                  |           |
| Gloria                                                                         | Antoine Brumel                   | c. 1487   |
| Deus Judes Juxtus                                                              | Artiste inconnu                  |           |
| Laudate                                                                        | Artiste inconnu                  |           |
| Regem cui omni vivunt                                                          | Artiste inconnu                  |           |
| Danza alta                                                                     | Francisco de la Torre            |           |
| El Grillo                                                                      | Josquin des Prés                 |           |
| Lamentatio super morte Josquin des Pres (O mors inevitabilis)                  | Hieronymus Vinders               | c. 1521   |
| Alma Redemptoris Mater                                                         | Roland de Lassus                 |           |
| Intermerata                                                                    | Johannes Ockeghem                |           |
| Kyrie                                                                          | Johannes Ockeghem                |           |
| Recercada                                                                      | Diego Ortiz                      |           |
| Missa Papae Marcelli: II. Gloria                                               | Giovanni Pierluigi da Palestrina |           |
| Missa Papae Marcelli: III. Credo                                               | Giovanni Pierluigi da Palestrina |           |
| Ballet                                                                         | Michael Praetorius               |           |
| Bransle                                                                        | Michael Praetorius               |           |
| Volte                                                                          | Michael Praetorius               |           |
| Media vita                                                                     | John Sheppard                    |           |
| Concerto pour deux violons en ré mineur, BWV 1043 : III. Allegro               | Jean-Sébastien Bach              | 1717-1723 |
| Concerto pour deux violons en ré mineur, BWV 1043 : II. Largo ma non tante     | Jean-Sébastien Bach              | 1717-1723 |
| Concerto pour violon en la mineur, BWV 1041 : III. Allegro assai               | Jean-Sébastien Bach              | c. 1730   |
| Suite pour violoncelle No. 1 en Sol Majeur, BWV 1007 : II. Allemande           | Jean-Sébastien Bach              | 1720      |
| Suite pour violoncelle No. 1 en Sol Majeur, BWV 1007 : IV. Sarabande           | Jean-Sébastien Bach              | 1720      |
| Suite pour violoncelle No. 1 en Sol Majeur, BWV 1007 : V. Menuet I et II       | Jean-Sébastien Bach              | 1720      |
| Suite pour violoncelle No. 4 en Mi bémol Majeur, BWV 1010 : V. Bourrée I et II | Jean-Sébastien Bach              | 1723      |
| Suite pour violoncelle No. 5 en ut mineur, BWV 1011 : VI. Gigue                | Jean-Sébastien Bach              | 1724      |
| Concerto Brandebourgeois No. 2 en Fa Majeur, BWV 1047 : III. Allegro assai     | Jean-Sébastien Bach              | 1721      |
| Concerto Brandebourgeois No. 3 en Sol Majeur, BWV 1048: I. Allegro             | Jean-Sébastien Bach              | 1721      |
| Concerto Brandebourgeois No. 4 en Sol Majeur, BWV 1049 : I. Allegro            | Jean-Sébastien Bach              | 1721      |
| Concerto Brandebourgeois No. 6 en Si bémol Majeur, BWV : 1051 : I. Allegro     | Jean-Sébastien Bach              | 1721      |
| Concerto Brandebourgeois No. 6 en Si bémol Majeur, BWV : 1051 : III. Allegro   | Jean-Sébastien Bach              | 1721      |
| Symphonie No. 8 en Fa Majeur, Op. 93, II. Allegretto Scherzando                | Ludwig van Beethoven             | 1812      |
| Sérénade No. 10 en Si bémol Majeur, KV. 361 - Gran Partita : III. Adagio       | Wolfgang Amadeus Mozart          | 1783-1784 |
| Symphonie No. 41 en Ut Majeur, KV. 551 - Jupiter : II. Andante cantabile       | Wolfgang Amadeus Mozart          | 1788      |
| Concerto pour piano No. 20 en ré mineur, KV. 466 : II. Romance                 | Wolfgang Amadeus Mozart          | 1785      |
| Symphonie No. 5 en ut mineur, Op. 67 : II. Andante con moto                    | Ludwig van Beethoven             | 1805      |
| Symphonie No. 6 en Fa Majeur, Op. 68 - Pastorale : I. Allegro ma non troppo    | Ludwig van Beethoven             | 1806      |
| Symphonie No. 6 en Fa Majeur, Op. 68 - Pastorale : II. Scène au ruisseau       | Ludwig van Beethoven             | 1806      |
| Symphonie No. 3 en Fa Majeur, Op. 90 : II. Andante                             | Johannes Brahms                  | 1883      |
| Symphonie No. 3 en Fa Majeur, Op. 90 : III. Poco Allegretto                    | Johannes Brahms                  | 1883      |
| Danse hongroise No. 1 en sol mineur, Allegro molto                             | Johannes Brahms                  | 1867-1880 |
| Danse hongroise No. 3 en Fa Majeur, Allegretto                                 | Johannes Brahms                  | 1867-1880 |
| Danse hongroise No. 16 en fa mineur, Con moto                                  | Johannes Brahms                  | 1867-1880 |
| Symphonie No. 9 en mi mineur, Op. 95, B. 178 - Du Nouveau monde : II. Largo    | Antonín Dvořák                   | 1893      |
| Suite en La Majeur, Op. 98b, B. 190 - Américaine : I. Andante con moto         | Antonín Dvořák                   | 1895      |
| Danses slaves No. 3 en La bémol Majeur, Op. 46, B. 78, Poco allegro            | Antonín Dvořák                   | 1878      |
| Danses slaves No. 7 en do mineur, Op. 46, B. 78, Allegro assai                 | Antonín Dvořák                   | 1878      |
| Danses slaves No. 2 en mi mineur, Op. 72, B. 145, Allegretto grazioso          | Antonín Dvořák                   | 1886      |
| Danses slaves No. 4 en Ré bémol Majeur, Op. 72, B. 142, Allegretto grazioso    | Antonín Dvořák                   | 1886      |
| Scheherazade, Op. 35: III. Le Jeune prince et la jeune princesse               | Nikolaï Rimski-Korsakov          | 1888      |
| Concerto pour violoncelle, Op. 33 : II. Allegretto con moto                    | Camille Saint-Saëns              | 1872      |
| Harmonielehre : Part II. The Anfortas Wound                                    | John Adams                       | 1985      |
| The Chairman Dances : Foxtrot for Orchestra                                    | John Adams                       | 1985      |
| Violin Concerto : II. Chaconne: Body Through Which The Dream Flows             | John Adams                       | 1993      |
| Christian Zeal and Activity                                                    | John Adams                       | 1973      |
| Common Tones in Simple Time                                                    | John Adams                       | 1979      |
| Grand Pianola Music                                                            | John Adams                       | 1982      |
| Shaker Loops                                                                   | John Adams                       | 1983      |
| Nixon in China : The People Are The Heroes Now                                 | John Adams                       | 1985-1987 |
| Two Fanfares for Orchestra : Tromba Lontana                                    | John Adams                       | 1986      |

## Accueil
| Civilization IV |      |        |
| Média           | Pays | Notes  |
| Gamekult        | FR   | 8/10   |
| GameSpot        | US   | 94 %   |
| IGN             | US   | 9,4/10 |
| Jeuxvideo.com   | FR   | 17/20  |

## Postérité

### Extensions
Une première extension, Civilization IV: Warlords, est sortie le 28 juillet 2006.
Une deuxième extension, Civilization IV: Beyond the Sword, est sortie le 20 juillet 2007.
Un jeu autonome basé sur le même moteur, Civilization IV: Colonization, est sorti le 26 septembre 2008.

### Adaptation
Civilization IV a été adapté en jeu de cartes en 2006 sous le titre Civilization: The Card Game.